# Sennentuntschi
Das Sennentuntschi, auch Hausäli oder Sennpoppa (Sennenpuppe), ist ein im ganzen deutschsprachigen Alpenraum verbreitetes Sagenmotiv.

## Verbreitung und Inhalt
Der Weissenboden unterhalb des Kinzigpasses im Schächental ist eine jener Alpen, auf denen das „Sennentuntschi“ erschienen sein soll. Die gleiche Sage wird jedoch auch im Urserental und in anderen Gegenden der Alpen erzählt. Ihre Verbreitung reicht von den Berner Alpen über Uri, Graubünden, das St. Galler Oberland bis nach Liechtenstein, Vorarlberg, Tirol und Kärnten. Varianten der Sage sind im Oberwallis, in der Steiermark und in Oberbayern verbreitet. Tuntschi oder Toggel sind Sagengestalten der Alpengebiete.
Es gibt verschiedene Versionen dieser Sage, zentral sind meistens folgende Punkte: Die einsamen Sennen und Hirten auf den hochgelegenen Alpen schaffen sich aus Langeweile – auf den Alpen arbeiteten meistens nur Männer – eine weibliche Puppe. Sie füttern sie aus Spaß, sprechen mit ihr und nehmen sie zu sich ins Bett. Kurz vor der Alpabfahrt wird die Puppe lebendig und beginnt zu sprechen. Sie rächt sich für die Übeltaten und die gottlose Tat, die die Sennen an ihr vollbracht haben. In der Sage zwingt sie einen der Sennen, bei ihr zu bleiben und zieht diesem die Haut vom Leib.
Den Anlass zur Sage gaben wahrscheinlich die Fantasien über das abgeschiedene Tun und Treiben der Alphirten während der Sommermonate. Die Sage erinnert auch an die antike Geschichte des Pygmalion, wo ein selbstgeschaffenes Abbild des Menschen ebenfalls eine eigene Existenz gewinnt. In diesem ursprünglichen Motiv erscheint ein allgemeinmenschlicher Wesenszug gespiegelt. Als „Pygmalion-Effekt“ bezeichnet es die Psychologie, einem Geschöpf Leben und Erleben zu unterstellen, das dem Menschen in Statur und Verhalten ähnelt. Der geschundene Senn ist möglicherweise eine religiöse Zutat, die den Frevel, die Schaffung und Belebung der Puppe und den Verkehr mit ihr sühnen soll. Im Sprachgebrauch wurde Sennentuntschi zu einer Metapher für ein aus Verzweiflung entstandenes Kunstgebilde oder Produkt, mit dem anständige Menschen sich nicht abgeben.

## Künstlerische Verarbeitungen des Motivs
- In der Kurzgeschichte Der Tunsch von 1966 verarbeitete Marie Luise Kaschnitz das Motiv.
- Der Schweizer Dramatiker und Schriftsteller Hansjörg Schneider verfasste aus diesem Motiv 1972 ein gleichnamiges, erotisches Dialektschauspiel, mit dem er bekannt wurde. Bei ihm fügen die Sennen aus einer Weinflasche, Mistgabeln, Stroh und Käse das „Sennentuntschi“ zusammen. 1981 sendete das Schweizer Fernsehen das Stück zu später Stunde und rief damit eine Welle der Empörung hervor. In Schneiders Fassung verlustieren sich drei Sennen in einer entlegenen Alphütte im sexuellen Notstand mit dieser selbst gebastelten Strohpuppe. Besonders die verbalen Andeutungen gegenüber dem erschaffenen Wesen erregten die Gemüter. Es kam zu einer Anzeige gegen das Schweizer Fernsehen: wegen Gotteslästerung – denn das eigentlich Verwerfliche war nicht die sexuelle Praxis, sondern die Beseelung einer Puppe. Als in der Folge eine medienkritische Diskussionsrunde mit „Sennentuntschi“-Ausschnitten stattfinden sollte, wurde diese von den Verantwortlichen des SRG zensiert. Das beliebte „Skandalstück“ steht noch heute immer wieder auf dem Spielplan verschiedener Theater.
- Jost Meier schrieb 1981/82 eine gleichnamige Oper in 5 Akten nach Texten von Hansjörg Schneider.
- Der Österreicher Felix Mitterer hat 1986 in seinem Drama Die wilde Frau Elemente der Sage verwendet.
- An der Hochschule der Bildenden Künste Bern entstand der Kurzfilm Letzte Bergfahrt von Adrian Hess. Er adaptiert die Sage vom Sennentuntschi.
- Der deutsche Film Sukkubus – Den Teufel im Leib des Regisseurs Georg Tressler von 1989 erzählt die Sage in Exploitation-Form.
- Der Roman Quatemberkinder von Tim Krohn, der größtenteils auf einer Glarner Alp spielt, verwendet das Motiv des Sennentuntschi ebenfalls.[1]
- Unter der Regie von Michael Steiner wurde der Film Sennentuntschi zur Eröffnung des 6. Zurich Film Festivals vom 23. September 2010 uraufgeführt.[2] Am 14. Oktober 2010 startete der Film in den Schweizer Kinos.[3]
- Der Verein TanzTheater König Franz zeigt eine Adaption der Sage mit vertauschten Geschlechterrollen als Tanztheater. Choreographie: Patricia Schmid, Musik: ensemble carroté. UA 2007, Aarau (Schweiz).
- Der kanadische Autor Alvin Schwartz nutzt diese Legende für die Kurzgeschichte Harold in seiner kontroversen Serie von Gruselromanen für Kinder Scary Stories to Tell in the Dark.
- Der Südtiroler Musiker und Komponist Herbert Pixner vertonte die Sage mit dem Herbert Pixner Projekt in dem Stück Hiatabua.[4]
- 2018: Heidi H, fiction expérimentale, 16 min 48[5]
- Im September 2021 wurde das von der Schriftstellerin Stefanie Sargnagel zusammen mit Lydia Haider, Barbi Marković und Maria Muhar als „Wiener Grippe / KW77“ verfasste Stück Tuntschi. Eine Häutung an den Bühnen Bern uraufgeführt.[6]
- 2022: Empuzjon von Olga Tokarczuk

## Ausstellungen

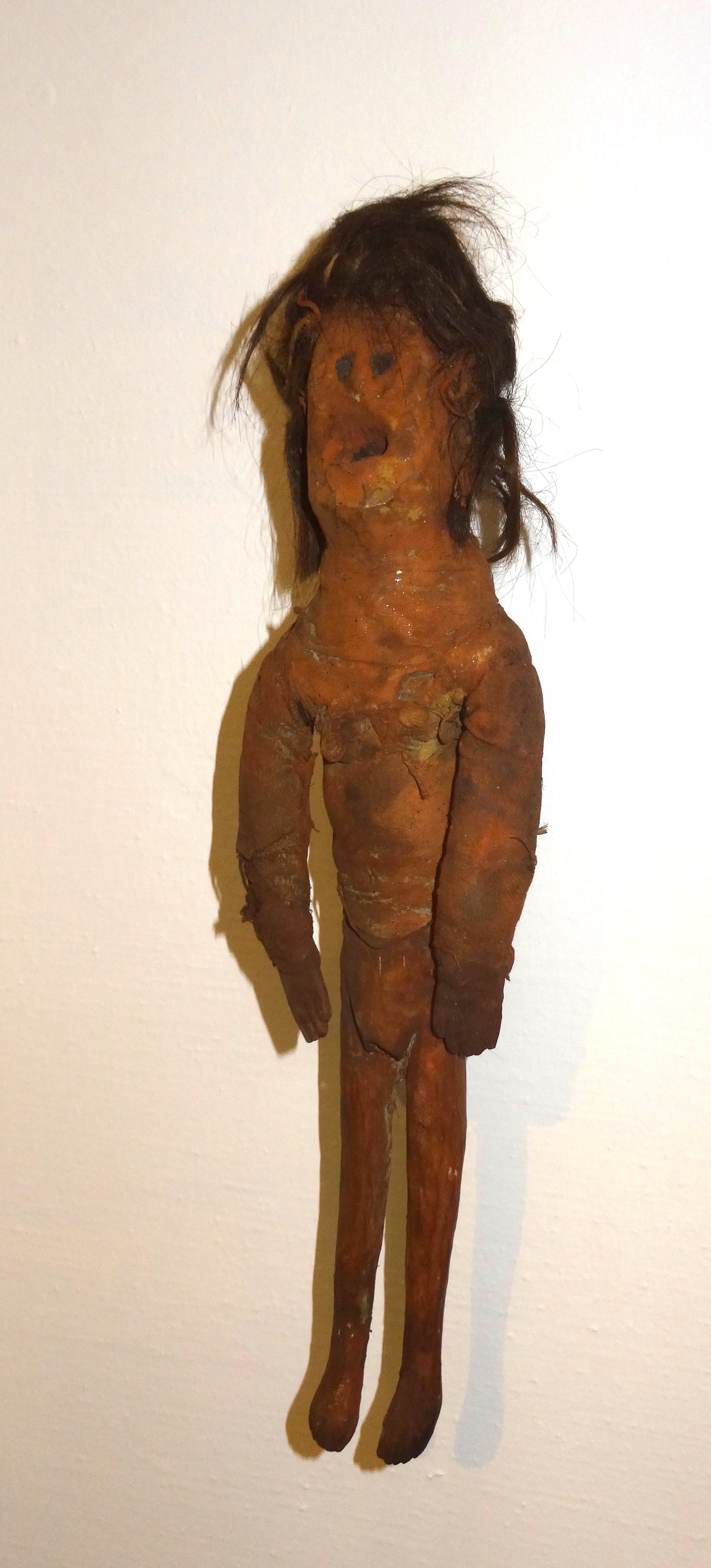
Sennentuntschi aus dem Calancatal

Das Rätische Museum eröffnete am 9. Oktober 2015 in Zusammenarbeit mit dem Bündner Kunstmuseum eine Ausstellung zum Thema. Im Zentrum steht das bisher einzig bekannte reale Sennentuntschi. Das Rätische Museum erwarb die Figur 1978 von einem der letzten Bewohner des Weilers Masciadon in Cauco im Calancatal. Die Figur besteht aus Holz, Stoff und Haar und ist ca. 40 Zentimeter groß.